# Alexander Schwolow
Alexander Schwolow (ur. 2 czerwca 1992 w Wiesbaden) – niemiecki piłkarz występujący na pozycji bramkarza w niemieckim klubie FC Schalke 04, do którego jest wypożyczony z niemieckiego klubu Hertha Berlin.

## Życiorys
W czasach juniorskich trenował w SV Allendorf/Berghausen, SV Wehen Wiesbaden i SC Freiburg. W latach 2010–2012 był piłkarzem rezerw Freiburga, w 2012 roku dołączył do seniorskiego zespołu tego klubu. W Bundeslidze zadebiutował 10 maja 2014 w przegranym 2:3 meczu z Hannoverem 96. Od 1 lipca 2014 do 30 czerwca 2015 przebywał na wypożyczeniu w trzecioligowej wówczas Arminii Bielefeld.